# Sándor Kerekes
Sándor Kerekes – węgierski zapaśnik walczący w stylu klasycznym.
Srebrny medalista mistrzostw świata w 1958 roku. Mistrz kraju w 1957 i 1958 roku.